# John McK. Camp
John McK. Camp (vollständiger Name John McKesson Camp II; * 8. Februar 1946 in New York) ist ein amerikanischer Klassischer Archäologe.
John Camp studierte zunächst an der Harvard University (BA 1968), anschließend an der Princeton University (M.A. 1972), wo er 1977 promoviert wurde. Seit 1966 arbeitet er an den Ausgrabungen der American School of Classical Studies auf der Agora von Athen mit, wurde 1973 stellvertretender Leiter und 1994 Leiter der Ausgrabungen. Parallel dazu war er von 1985 bis 1996 Mellon Professor an der American School of Classical Studies und ist seit 1996 Professor am Randolph-Macon College in Ashland (Virginia).
Für 2024 wurde Camp die Goldmedaille des Archäologischen Instituts von Amerika zugesprochen.